# Samuel Okunowo
Samuel Gbenga Okunowo (Ibadan, 1 de març de 1979) és un exfutbolista nigerià, que ocupava la posició de lateral dret.

## Trajectòria
Després de destacar a diversos equips africans, el 1997 arriba al FC Barcelona, tot jugant tant en el filial com al primer equip. La temporada 98/99 disputa 14 partits a la primera divisió, que a les postres guanyarien els catalans.
No tindria continuïtat al Barça, sent cedit a la SL Benfica i al CD Badajoz. Deixa el conjunt blaugrana el 2002, recalant a clubs de Grècia, Romania, Albània i Ucraïna, jugant pocs partits amb tots ells.
El 2007 no supera les proves a l'equip del Northwich Victoria. Mentre buscava un club professional, va estar entrenant uns mesos al Club Futbol Vilanova del Camí. Després de dos anys sense club, el 2009 recala a l'exòtic VB Sports Club, de les Illes Maldives. L'octubre del mateix any retorna a Europa per jugar amb el Waltham Forest FC.

## Internacional
Okunowo ha estat internacional amb la selecció de Nigèria en 13 ocasions. Hi va participar en la Copa d'Àfrica de l'any 2000. Eixe mateix any és present als Jocs Olímpics de Sydney.

## Anècdotes
El 23 de juliol de 2012, un foc va destruir casa seva, a Ibadan. Aquest tràgic succés va agreujar la situació econòmica del jugador que acabà rebent ajuda econòmica dels seus antics companys del Barça. Que veient com l'Agrupació Barça Jugadors (l'agrupació de veterans del club culer) no era capaç d'ajudar-lo, ja que no disposava de prou pressupost, accediren a una nova clàusula en els seus contractes amb el club, segons la qual un 0,5% del sou es destinaria a l'associació d'exjugadors del club i el mateix percentatge a la Fundació Futbol Club Barcelona. I des de l'any 2010, tots els futbolistes tindrien aquesta clàusula quan signen un contracte amb el Futbol Club Barcelona. Aquesta xifra en realitat seria més alta, ja que els jugadors arribarien a cedir fins a l'1% del seu sou, que en casos com el de Leo Messi assoliria els 435.000 euros per cadascuna de les institucions.